# Andra Manson
Andra Manson (ur. 30 kwietnia 1984) – amerykański lekkoatleta, skoczek wzwyż.

## Sukcesy
- złoty medal Mistrzostw Świata Juniorów (Kingston 2002)
- brąz podczas halowych mistrzostw świata (Walencja 2008)

W 2008 Manson reprezentował USA na igrzyskach olimpijskich w Pekinie, gdzie odpadł w eliminacjach zajmując 13. miejsce - pierwsze nie premiowane awansem do finału.

## Rekordy życiowe
- skok wzwyż – 2.35 (2009)
- skok wzwyż (hala) – 2.33 (2007)